# 延斯·克鲁帕
延斯·克鲁帕（德語：Jens Kruppa，1976年6月3日—），德国男子游泳运动员，主攻蛙泳和混合泳。他曾代表德国参加2000年和2004年夏季奥林匹克运动会游泳比赛，获得一枚银牌和一枚铜牌。